# Homo rhodesiensis
Homo rhodesiensis é uma espécie de hominídeo extinto, cujo crânio foi encontrado em depósitos durante uma mineração de minério metálico, na localidade de Broken Hill, a cerca de 240 quilômetros do rio Kafue, na Rodésia do Norte, atual Zâmbia. Em 1921, o paleontólogo Arthur Smith Woodward recebeu alguns fragmentos de ossos (crânio, mandíbula, sacro, tíbia e fêmur) e ferramentas de pedra provenientes da mina, sugerindo a existência de grupos de hominínios nesta localidade. Inicialmente, o crânio foi atribuído como pertencente à espécie Homo rhodesiensis. No entanto, atualmente, existem debates sobre a classificação taxonômica das espécies Homo rhodesiensis e Homo heidelbergensis ou, ainda, Homo bodoensis.

## Crânio
Segundo sua descrição original de Woodward, o crânio apresenta semelhanças com a morfologia craniana de Neandertais, encontrado em cavernas da Bélgica e França, com capacidade acima do limite humano inferior. O comprimento do crânio é de aproximadamente 210 mm e sua largura é de 145 mm. A crista supramastóidea é proeminente e o processo mastóide é pequeno. O forame magno ocupa uma posição anterior, de modo que o crânio se posicione sobre um tronco ereto. A face apresenta morfologia alongada com grandes cristas superciliares e maxilares planos, sem fossa canina. Embora a semelhança com o crânio de Neanderthal, o formato da caixa craniana e a posição do forame magno são diferentes, o que impossibilita a atribuição do crânio de Broken Hill à espécie Homo neanderthalensis.

## Pós-Crânio
Segundo sua descrição original de Woodward, a tíbia é longa e delgada e as extremidades do fêmur correspondem a um corpo alto e robusto. Portanto, o conjunto de características contribuem para uma distinção da espécie Homo neanderthalensis, classificando a espécie como Homo rhodesiensis.

## Debates sobre a classificação taxonômica e datação
Estudos recentes envolvendo o tamanho e forma dos fósseis de hominídeos do Pleistoceno Médio sugerem que aqueles encontrados na Europa sejam classificados como Homo heidelbergensis, na África, como Homo rhodesiensis e, na Ásia, como Homo daliensis. Portanto, é proposto um cenário em que, nos momentos finais da evolução da espécie humana, a partir do Homo erectus, entre 800 e 600 mil anos, três linhagens do gênero Homo diferenciaram-se em localidades distintas durante o Pleistoceno Médio. Estas três espécies teriam apresentado características convergentes, isto é, semelhantes entre si, como crânio grande, baixo e largo, com capacidade craniana de cerca de 1200 cm3, associado a um torus supra-orbital robusto. Nesse sentido, o Homo sapiens teria surgido na África, por volta de 250 mil anos, a partir do H. rhodesiensis, enquanto o H. heidelbergensis originou o Homo neanderthalensis na Europa, no mesmo período.
Em 2022, o grupo da paleontóloga Mirjana Roksandic, propôs a espécie Homo bodoensis para substituir a classificação das espécies Homo heidelbergensis e Homo rhodesiensis, devido principalmente à variabilidade de hominídeos do Pleistoceno Médio, tendo como base o Código Internacional de Nomenclatura Zoológica e o desenvolvimento mais recente da compreensão sobre o processo de evolução humana. Por exemplo, características que não poderiam ser atribuídas a espécies definidas, como Homo erectus, Homo neanderthalensis e Homo sapiens, eram incluídas na espécie Homo heidelbergensis, o que muitas vezes não refletia completamente a variabilidade morfológica encontrada. Ainda, levanta questões éticas sobre a nomenclatura rhodesiense, uma vez que esta está associada ao colonialista britânico Cecil Rhodes. Neste estudo, é argumentado que o táxon Homo rhodesiensis foi definido de múltiplas formas, como um táxon africano paralelo ao Homo heidelbergensis do Pleistoceno Médio ou como ancestral comum mais recente de hominídeos do Pleistoceno Superior, o que dificulta a compreensão de seu papel na evolução humana. A princípio, a classificação de Arthur Smith Woodward se baseou nas diferenças em relação ao Homo neanderthalensis. Mais recentemente, a classificação por outros autores (Christopher Stringer e Martin Friess) se baseou nas semelhanças do fóssil Kabwe 1 (holótipo do Homo rhodesiensis) com o fóssil de Petralona, que apresenta características neandertais. A espécie Homo bodoensis, baseada no crânio de Bodo, seria, então, um ancestral do Pleistoceno Médio do Homo sapiens, tendo se originado do ancestral comum mais recente de táxons europeus, asiáticos e africanos desse período.
A datação do crânio encontrado em Broken Hill ainda não pode ser precisa completamente, embora seja atribuída a um período de cerca de 500 mil anos. Apesar disso, um estudo de 2019 sugere uma estimativa de idade para esse fóssil de 299 ± 25 mil anos, a partir de métodos de datação radiométrica. Foram também investigados sedimentos de microfauna próximos ao sítio de Broken Hill, sendo esta datada em cerca de 300 e 480 mil anos atrás. A diversidade encontrada na África, nos materiais de Omo Kibish, Herto, Florisbad, Guomde e Irhoud, há cerca de 300 mil anos pode contribuir para a ideia de que a evolução do Homo sapiens seja pan-africana.

## Relação comHomo sapiens
O grupo de Jean-Jacques Hublin et al. encontrou, em 1960, no sítio arqueológico de Jebel Irhoud, Marrocos, África, fósseis com características em mosaico, apresentando morfologia facial, mandibular e dentária similar a de humanos modernos, com morfologia craniana similar a de formas mais arcaicas. Os fósseis encontrados em Irhoud apresentavam dentes grandes, com dentes anteriores sem a expansão observada em hominínios do Pleistoceno Médio e Neandertais e dentes pós-caninos menores comparados aos de hominídeos mais antigos. Em relação aos achados cranianos, estes se apresentam de forma mais alongada, com ossos temporais alongados e baixa convexidade do osso parietal. O fóssil de Irhoud, datado em aproximadamente 315 mil anos, representa uma evidência da fase inicial da evolução do Homo sapiens no continente africano e sugere que esta ocorreu de forma complexa envolvendo todo o continente. Assim como o material de Sima de los Huesos parece ser uma transição entre Homo heidelbergensis e Homo neanderthalensis, o material de Jebel Irhoud estabelece uma ponte entre Homo rhodesiensis e humanos modernos na África.
Imagens
|  |  |